# Nikolai Wladimirowitsch Buschujew
Nikolai Wladimirowitsch Buschujew (russisch Николай Владимирович Бушуев; * 14. März 1985 in Ustinow, Russische SFSR) ist ein ehemaliger russischer Eishockeyspieler, der zuletzt bei Sewerstal Tscherepowez in der Kontinentalen Hockey-Liga unter Vertrag stand.

## Karriere
Nikolai Buschujew begann seine Karriere als Eishockeyspieler in seiner Heimatstadt in der Nachwuchsabteilung von Ischstal Ischewsk. Von dort wechselte er zum HK Lada Toljatti, für dessen zweite Mannschaft er von 2002 bis 2004 in der drittklassigen Perwaja Liga aktiv war. Anschließend gab er in der Saison 2004/05 sein Debüt im professionellen Eishockey für den ZSK WWS Samara aus der Wysschaja Liga, der zweiten russischen Spielklasse. In den folgenden drei Jahren spielte er erneut für seinen Heimatverein Ischstal Ischewsk, diesmal jedoch für dessen Profimannschaft in der zweiten Liga.
Zur Saison 2008/09 wechselte Buschujew innerhalb der Wysschaja Liga zu Awtomobilist Jekaterinburg. Die Mannschaft wurde zur Saison 2009/10 in die ein Jahr zuvor gegründete Kontinentale Hockey-Liga aufgenommen. In seiner Premierenspielzeit in der KHL erzielte der Linksschütze in insgesamt 57 Spielen 13 Tore und gab zehn Vorlagen. In der folgenden Spielzeit konnte sich der Russe auf 23 Scorerpunkte in seinen ersten 22 Einsätzen steigern, woraufhin er Jekaterinburg verließ und im Januar 2011 bei dessen Ligarivalen SKA Sankt Petersburg einen Vertrag bis Saisonende unterschrieb. Beim Armeeklub konnte er jedoch nicht an diese Leistungen anknüpfen und kam auf nur zwei Scorerpunkte in 13 KHL-Partien. Daher erhielt er keine Vertragsverlängerung, sondern kehrte zu Awtomobilist zurück.
Im Mai 2012 wurde Buschujew für drei Jahre vom HK Spartak Moskau verpflichtet, ehe er ein Jahr später gegen Alexander Rjasanzew von Sewerstal Tscherepowez eingetauscht wurde.
2014 beendete er seine Karriere.

## KHL-Statistik
(Stand: Ende der Saison 2010/11)